# Kvarteret Oden
Kvarteret Oden är ett kvarter i centrala Skellefteå. Kvarteret har gett namn till flera byggnader i kvarteret, däribland Kontorshuset Oden, tidigare Skellefteås brandstation, och Odenskrapan, ett höghus tillhörande Skelleftebostäder (SKEBO). På kvarterets torg, Odentorget, finns även den då kallade Oden-kvinnan, vars egentliga titel är Vilande kvinna.
I Kvarteret Oden finns två tomter, Oden 8 och Oden 9. På Oden 8 finns en kommunal förvaltningslokal och på Oden 9 finns butiker, kontor och bostäder.

## Historia
Kvarteret Oden ligger i anslutning till Kanalgatan, Skeppargatan och Nygatan. I kvarteret har det funnits kommunala byggnader ända sedan Skellefteå stad grundades. Fastigheten Oden 8 har nämligen varit offentlig – först Skellefteå stad och senare Skellefteå kommuns – ägo.
Tillsammans med Kvarteret Pantern och Kvarteret Oxen tillhör Kvarteret Oden den äldsta delen av Skellefteås stadskärna och fanns med i stadsplanen från 1845. Där byggdes ett större skolhus i trä 1880 som huserade folkskola. Verksamheten flyttades 1935 till Kanalskolan. Med tiden ändrades stadsplanerna och nya stadsplaner förutsatte en sanering av bebyggelsen. Den gamla skolbyggnaden kom därför att rivas. En ny byggnad, Skellefteå brandstation, uppfördes 1954 på tomten Oden 8. Dess slangtorn revs när brandstationen flyttades till Solbacken på 1970-talet. Byggnaden byggdes då om för att enbart rymma kommunala kontor.

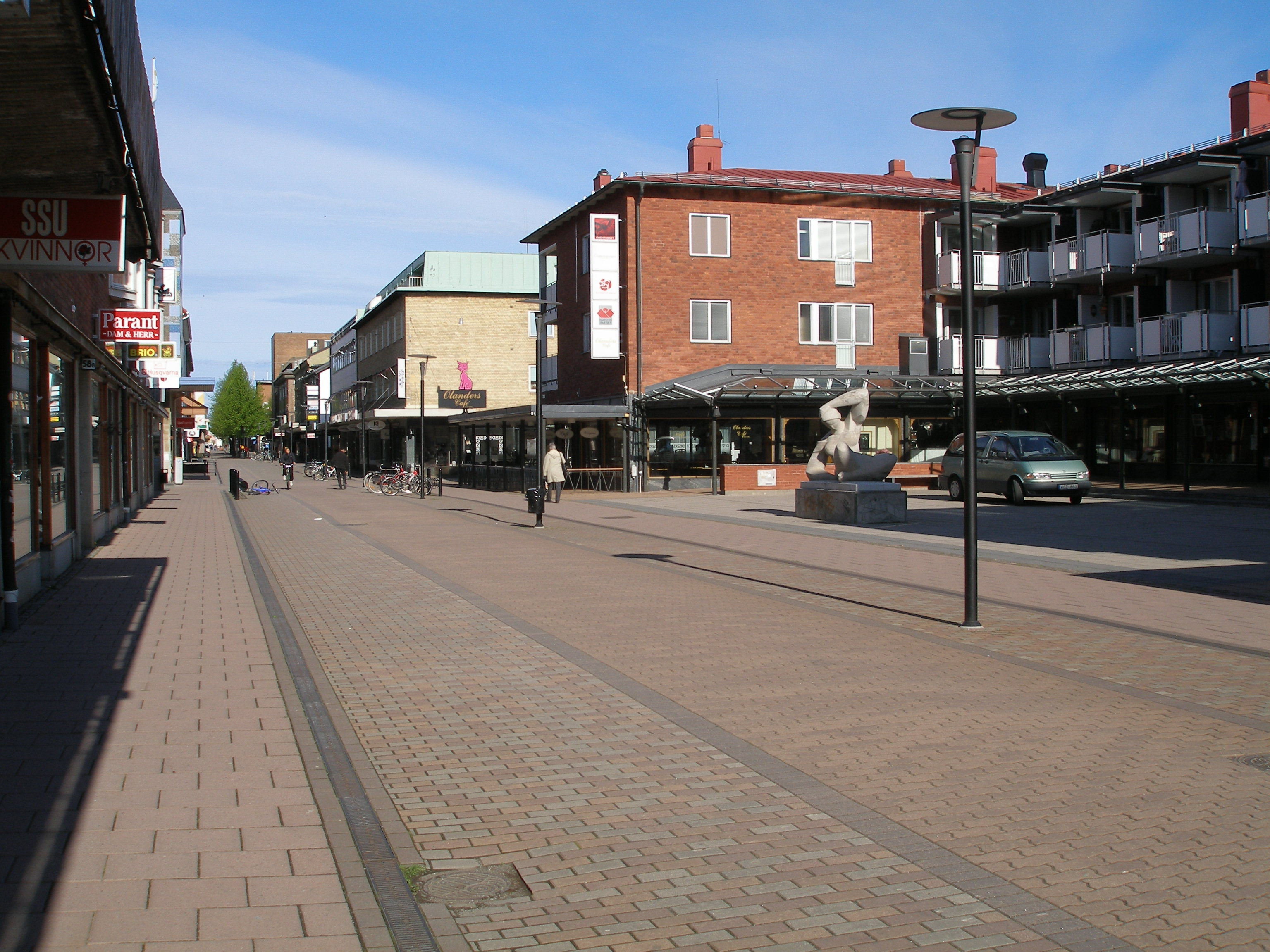
Nygatan i Skellefteå. Till höger Odentorget. Vy mot väster (2009).

Även den andra tomten, Oden 9, bebyggdes på 1950-talet. Att båda tomterna bebyggdes inom en kort tidsram resulterade i att de två tomterna fick en homogen stadsbebyggelse.
Under 2000-talet har Boströmsbäcken ofta svämmat över under sommaren i höjd med detta kvarter. År 2005 byggdes fastigheten på Oden 8 om och bland annat tillkom en inglasad trottoar längs fasaderna vilket förändrade områdets karaktär.

## Karaktär
Både Oden 8 och Oden 9 är bebyggda på 1950-talet. De båda husen är byggda i en stil som kommit att kallas the new humanism eller empiricism som kan sägas vara en reaktion mot den funktionalistiska arkitekturen. Båda byggnaderna är byggda i rött tegel och har valmat tak med liten lutning och tunn takfot. Vidare är båda byggnaderna uppförda i tre våningar.
Mellan husen finns öppningar och mot Nygatan finns en indragning med plattlagd torgbildning. Mot Skeppargatan finns en tornbyggnad i korsningen. Fastigheten på Oden 8 har fasaddetaljer i marmor och fönsternischer med kopparbleck.
Genom Kvarteret Oden går den då kallade Boströmsbäcken.